# PT-19教练机
PT-19教练机是美国费尔柴尔德飞机公司为美国陆军航空队研制的初级教练机。

## 历史
该机采用悬臂下单翼不可收回起落架与尾轮设计，串列双座开放式驾驶舱。机身承力结构为焊接钢管蒙皮。其余部分包括外翼与尾翼采用胶合板叠合的结构。直列发动机布局使得机首狭小流线型，给驾驶员良好的视野。 

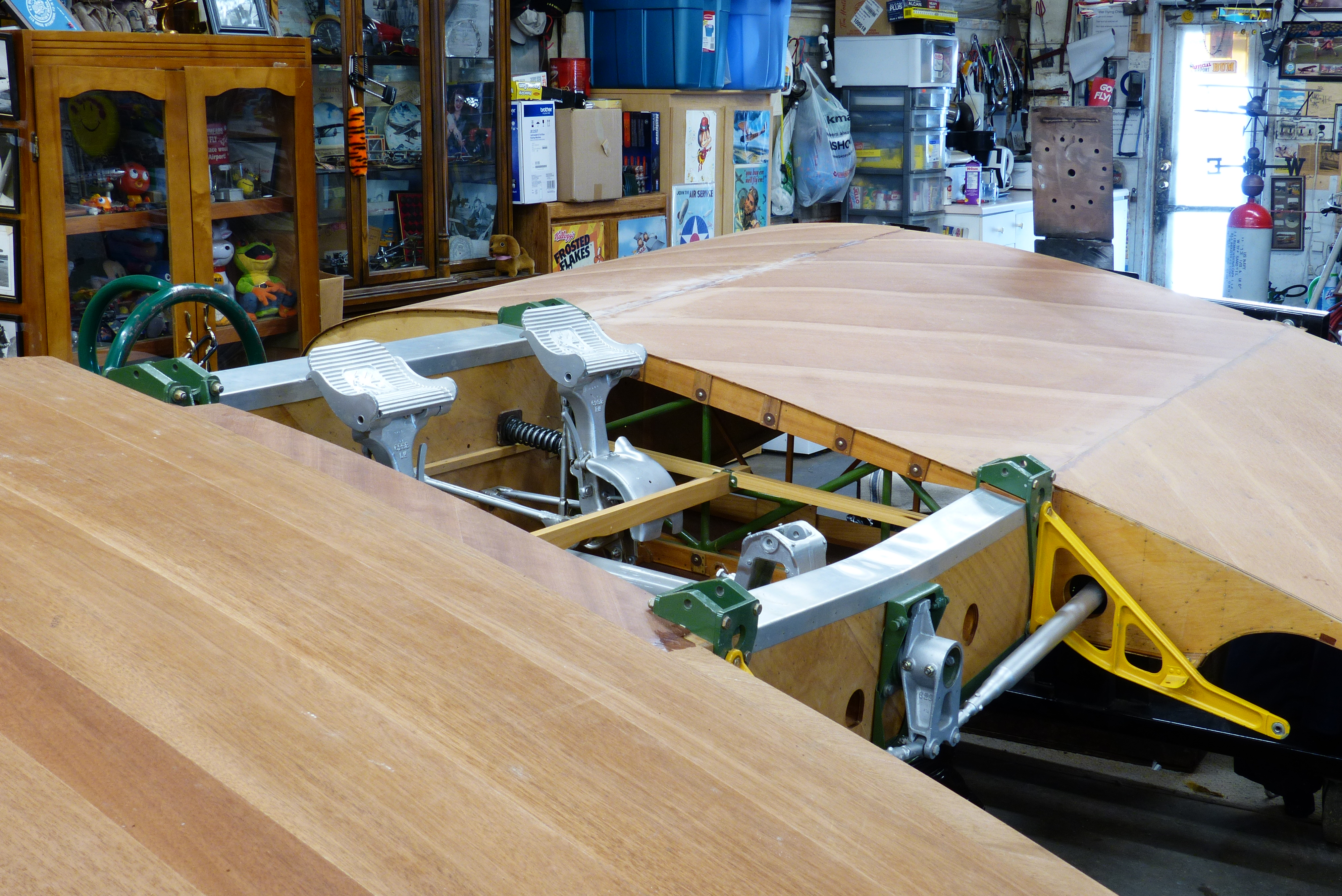
PT-19的胶合板主翼

1939年5月首飞。在18个参评的初级教练机型中胜出，于1939年9月22日赢得美国陆军航空队的订单。1940年美国陆军航空队开始装备PT-19。首批275架，采用了175马力的游骑兵L-440发动机，称为“PT-19”。1941年开始大规模量产了3181架PT-19A型号，采用了200马力的L-440-3发动机。另外，艾容卡飞机公司生产了447架，圣路易斯飞机公司生产了44架。具有仪表飞行训练能力的PT-19B生产了917架。
由于战时航空发动机供应紧张，采用了220马力大陆R-670星形发动机的型号称为PT-23，累计生产了869架。还生产了256架可仪表飞行训练的PT-23A。这些飞机的生产商为费尔柴尔德飞机公司、艾容卡飞机公司、圣路易斯飞机公司, 霍华德飞机公司、加拿大的机队飞机公司与巴西的Fabrica do Galeao(1944年至1948年生产了232架)。
1943年，得州与佛州湿热气候下的飞行训练基地的机务人员遇到了PT-19与PT-23普遍胶合板机翼的木材腐烂与分离问题。由于可靠寿命只有2至3个月，很快就耗尽了航材储备，不得不大量订货。此后，美国陆军航空队要求新机必须是全金属机翼。"Sessums"/>
自重版本是L-440-7发动机的PT-26。 

## 在中国使用情况
1948年11月2日辽沈战役结束，人民解放军攻占沈阳后缴获该型机，交东北老航校使用。1949年11月中国人民解放军空军成立时，有6架良好，7架待修，是第七航校的主力教练机型之一，1953年全部退役。

## 性能(PT-19A)

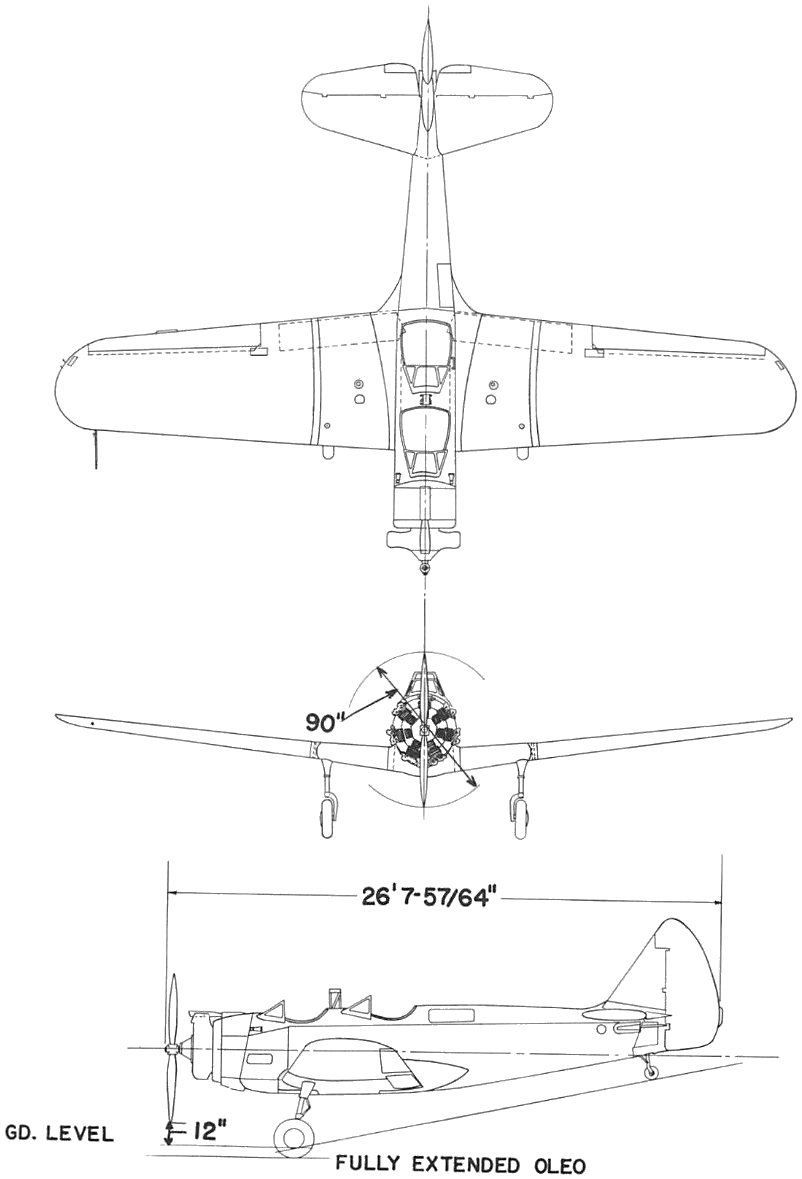
Fairchild PT-23 Cornell

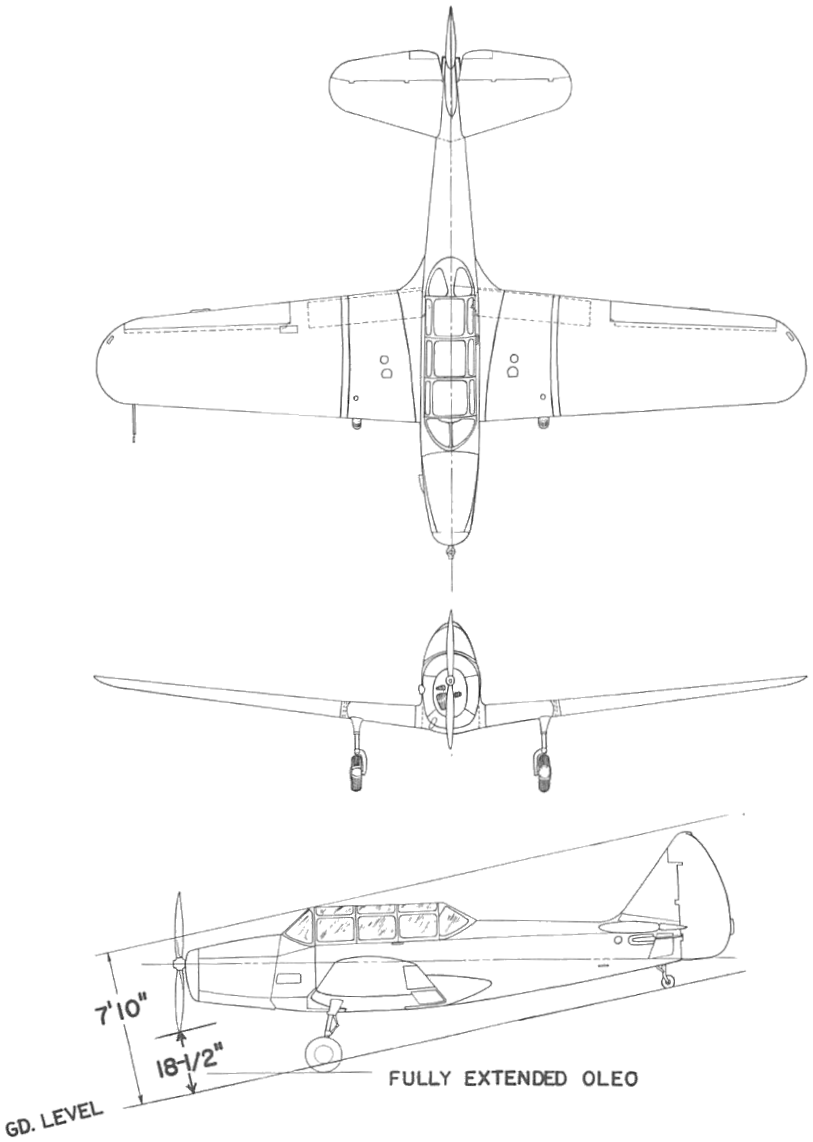
Fairchild PT-26 Cornell

参考资料：United States Military Aircraft since 1909
基本信息
- 机组：教员、飞行学员
- 長度：28英尺0英寸（8.53）
- 翼展：36英尺0英寸（10.97）
- 高度：10英尺6英寸（3.20）
- 机翼面积：200平方英尺（19平方）
- 空重：1,845磅（837）
- 总重：2,545磅（1,154）
- 发动机：1台游骑兵L-440发动机（英语：Ranger L-440）6缸气冷直列活塞式，200匹馬力（150千瓦特）

性能
- 最大速度：115節；212每小時（132英里每小時）
- 航程：348海里；644（400英里）
- 升限：15,300英尺（4,700）
- 爬升至高度时间：17.5分钟至10,000英尺（3,000）

## 书目
- Andrade, John, U.S .Military Aircraft Designations and Serials since 1909 Midland Counties Publications, 1979, ISBN 0 904597 22 9.
- Bridgman, Leonard. Jane's All the World's Aircraft 1948. London: Sampson Low, Marston & Company, Ltd., 1948.
- Bridgman, Leonard. Jane's All the World's Aircraft 1951–52. London: Sampson Low, Marston & Company, Ltd., 1951.
- Fricker, John. "Fuerza Aérea Paraguaya: Latin America's vest-pocket air force". Air International, Vol. 38 No. 5, May 1990. pp. 255–261. ISSN 0306-5634
- Mondey, David. American Aircraft of World War II (Hamlyn Concise Guide). London: Bounty Books, 2006. ISBN 978-0-7537-1461-4.
- Sapienza, Antonio Luis.  [Paraguayan Military Aviation During the Second World War]. Avions: Toute l'Aéronautique et son histoire. May 2001, (98): 30–33. ISSN 1243-8650 （法语）.
- "Shoestring Top Cover...The Uruguayan Air Force". Air International, Vol. 39 No. 2, August 1990. pp. 65–73. ISSN 0306-5634
- Steinemann, Peter. "Protector of the Plate". Air International, Vol. 42, No. 2, February 1992. pp. 73–78. ISSN 0306-5634.
- Swanborough, F.G. and Peter M. Bowers. United States Military Aircraft since 1909. London: Putnam, 1963.
- Taylor, Michael J.H. Jane's Encyclopedia of Aviation Vol. 3. London: Studio Editions, 1989. ISBN 0-517-10316-8.
- "Venezuela Refurbishes Her Aerial Sombrero". Air International, Vol. 5 No. 3, September 1973. pp. 118–124, 150.
- "The World's Air Forces" （页面存档备份，存于）. Flight. Vol. 67, No. 2416, 13 May 1955. pp. 615–668.